# Bornheim (Weinstraße Meridionale)
Bornheim è un comune di 1.320 abitanti della Renania-Palatinato, in Germania.
Appartiene al circondario (Landkreis) della Weinstraße Meridionale (targa SÜW) ed è parte della comunità amministrativa (Verbandsgemeinde) di Offenbach an der Queich.